# Nefermaat (chaty de Keops)
| nfr | I9 · D21 | U2 · Aa11 | D36 · X1 · Z5 |

| nfr | I9 · D21 | U2 · Aa11 | D36 · X1 · Z5 |

Nefermaat –literalmente perfecta es la justicia (Maat)– fue el primero de los chatys (visires) de Jufu (Keops), faraón de la cuarta dinastía. Era hijo de la princesa Nefertkao, y por tanto nieto de Seneferu. Se desconoce el nombre de su padre. 
Creó una necrópolis cerca de Guiza, construyendo una mastaba para sí, la tumba G7060, y sepulturas para sus íntimos: la G7050 para su madre, la G7070 para su hijo Seneferujaf.
Esta necrópolis familiar fue excavada por primera vez por Karl Richard Lepsius en el siglo XIX, y por George Andrew Reisner en 1926. En las mastabas se encontraron los sarcófagos del chaty y su familia así como algunas estelas. Otro de sus hijos, que ocupó su puesto como chaty de Jufu, Hemiunu, se hizo construir una gran mastaba en Guiza, la G4000.
La tumba de Nefermaat fue desvalijada en la antigüedad, y luego reutilizada por un tal Padihor. Se han encontrado relieves y restos de un ajuar funerario típico del periodo tardío compuesto esencialmente por restos de un sarcófago, un ushebti y numerosos amuletos de vidrio azul que debían proteger a una momia desaparecida.